# Santa Ana (Pampanga)
Pour les articles homonymes, voir Santa Ana.
Santa Ana est une municipalité de la province de Pampanga, aux Philippines.